# Pop (album)
 For alternative betydninger, se Pop (flertydig). (Se også artikler, som begynder med Pop)
Pop er det niende studiealbum af det irske rockband U2. Albummet blev udgivet i 1997 på pladeselskabet Interscope Records.

## Numre
Alle sangene er skrevet og komponeret af U2 med tekst af Bono og The Edge.
| 1.    | "Discothèque"                   | Flood                | 5:19 |
| 2.    | "Do You Feel Loved"             | Steve Osborne, Flood | 5:07 |
| 3.    | "Mofo"                          | Flood                | 5:46 |
| 4.    | "If God Will Send His Angels"   | Flood, Howie B       | 5:22 |
| 5.    | "Staring At The Sun"            | Flood                | 4:36 |
| 6.    | "Last Night On Earth"           | Flood                | 4:45 |
| 7.    | "Gone"                          | Flood                | 4:26 |
| 8.    | "Miami"                         | Flood, Howie B       | 4:52 |
| 9.    | "The Playboy Mansion"           | Flood, Howie B       | 4:40 |
| 10.   | "If You Wear That Velvet Dress" | Flood                | 5:14 |
| 11.   | "Please"                        | Flood, Howie B       | 5:10 |
| 12.   | "Wake Up Dead Man"              | Flood, Howie B       | 4:52 |
| 60:09 |                                 |                      |      |

| Ekstranummer | Ekstranummer                                                                         | Ekstranummer | Ekstranummer | Ekstranummer | Ekstranummer | Ekstranummer | Ekstranummer | Ekstranummer | Ekstranummer |
| #            | Titel                                                                                | Mixer        | Længde       |              |              |              |              |              |              |
| ------------ | ------------------------------------------------------------------------------------ | ------------ | ------------ | ------------ | ------------ | ------------ | ------------ | ------------ | ------------ |
| 13.          | "Holy Joe (Guilty Mix)" (Ekstranummer på albummet i Japan og på singlen Discothèque) | Flood        | 5:08         |              |              |              |              |              |              |
| 65:17        |                                                                                      |              |              |              |              |              |              |              |              |